# Przygody barona Münchhausena
Przygody barona Münchhausena (niem. Wunderbare Reisen zu Wasser und zu Lande, Feldzüge und lustige Abenteuer des Freiherrn von Münchhausen, fr. Aventures du baron de Münchhause) – powieść Rudolfa Ericha Raspego (1737–1794), wydana po raz pierwszy anonimowo w 1785 roku w Londynie w języku angielskim. W latach 1786 i 1788 Gottfried August Bürger dokonał przekładu na język niemiecki, rozszerzając tekst opowiadań Raspego; to niemieckie opracowanie stało się podstawą wielu późniejszych wydań w innych językach.
Baron Münchhausen, niemiecki żołnierz armii rosyjskiej był postacią prawdziwą. Książka jednak zawiera elementy fantastyczne. Powieść zaliczana jest czasami do fantastyki, albo do typowych książek dla młodzieży; historyk literatury Julian Krzyżanowski określił ją mianem „Zbioru facecji łgarskich, zwł. myśliwskich”. Dla fantastycznych, zupełnie nieprawdopodobnych opowieści ukuto termin münchhauseniada.

## Polskie wydania
W Polsce powieść jest znana przede wszystkim w tłumaczeniu Marcina Januszkiewicza (Przygody Münchhausena) na podstawie niemieckiego tekstu G.A. Bürgera, oraz w tłumaczeniu Julii Hartwig (Przygody barona Münchhausena) na podstawie francuskiego tekstu Théophile'a Gautiera (syna).

## Adaptacje filmowe
- Les Hallucinations du baron de Münchausen – francuski niemy film fabularny z 1911 roku
- Avventure del Barone di Münchausen – włoski niemy film fabularny z 1914 roku
- Przygody barona Münchausena – radziecki krótkometrażowy film animowany z 1929 roku
- Meet The Baron – amerykański film fabularny z 1933 roku
- Münchhausens neuestes Abenteuer – niemiecki krótkometrażowy film fabularny z 1936 roku
- Münchhausen – niemiecki film fabularny z 1943 roku
- Abenteuer des Freiherrn von Münchhausen – Eine Winterreise – niemiecki krótkometrażowy film animowany z 1944 roku
- Przygody Münchhausena – czechosłowacki film fabularny z 1962  roku
- Przygody Munhausena – radziecki serial animowany (1973-74)
- Przygody barona Münchhausena – francusko-węgierski film animowany z 1978 roku
- Tot samyj Miunchgauzien – dwuczęściowy radziecki film fabularny z 1979 roku
- Le Secret des Sélénites – francuski film animowany z 1983 roku (kontynuacja Przygód barona Münchhausena z 1978 roku)
- Przygody barona Munchausena – brytyjski film fabularny  z 1989 roku
- Baron Munchhausen in a Whale of A Tale: A German Legend – kanadyjski krótkometrażowy film animowany z 1989 roku
- Niesamowite przygody barona Münchhausena – dwuczęściowy niemiecki film fabularny z 2012 roku